# Marxiens

Signature de Karl Marx.

Les marxiens sont des militants, théoriciens, penseurs qui se réclament des apports de Karl Marx tout en se démarquant du marxisme « traditionnel ». Le terme s'est peu à peu imposé pour distinguer la pensée de Marx lui-même de toutes les interprétations et utilisations qui en ont été faites depuis sa mort.

## Démarche: délester Marx du ballast marxiste

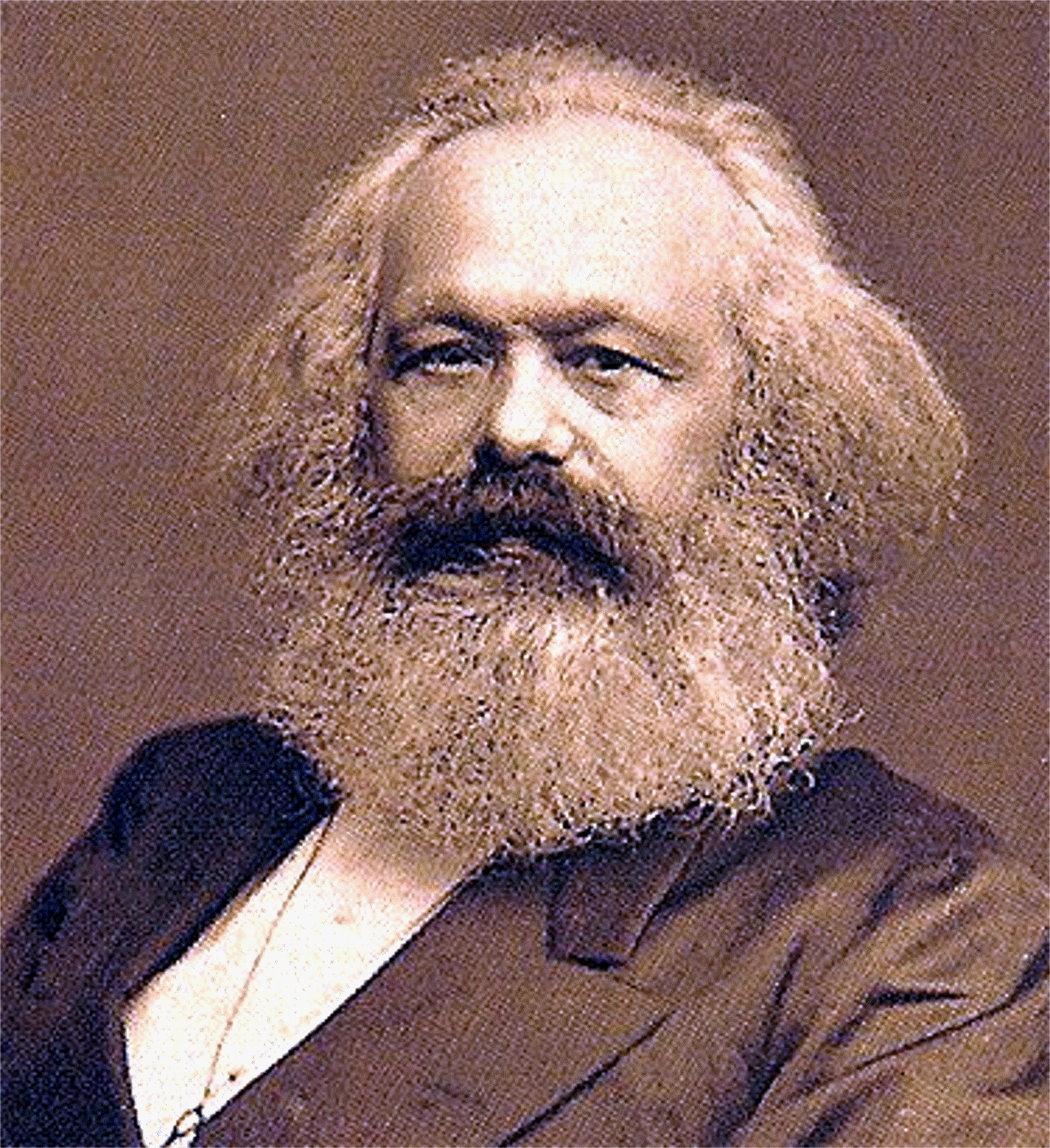
Karl Marx en 1875.

Le geste méthodologique vis-à-vis des marxismes est souvent similaire chez les marxiens, malgré la diversité des réinterprétations auxquelles ces auteurs aboutissent : une mise à l'écart des lectures marxistes de Marx. Pour Anselm Jappe, par exemple, « se dégager de plus d’un siècle d’interprétations marxistes est une première condition pour relire l’œuvre marxienne », et il inclut dans ces interprétations ce qu'il appelle le « marxisme critique » de Maximilien Rubel à Kostas Papaïoannou, en passant par Cornelius Castoriadis. De la même manière, pour Michel Henry, dans une célèbre et lapidaire formule de définition qui montre la visée d’une refondation consistant finalement à « lire Marx pour la première fois » « le marxisme est l’ensemble des contresens qui ont été faits sur Marx », ce qui a pour l’auteur une portée méthodologique décisive.
Cependant, hormis ce geste méthodologique dans la relecture de Marx, finalement, chez les marxiens, le « Marx retrouvé » est toujours différent.

## En France: Jacques Ellul
Jacques Ellul (1912-1994) reconnaît sa dette intellectuelle envers Marx : « Dans le domaine politique ou social, pour la compréhension des phénomènes économiques, assurément Marx a été l’éveilleur et m’a fourni un instrument ». En 1947, à l’IEP de Bordeaux, il est le tout premier universitaire à dispenser en France un enseignement de la pensée de Marx. Selon Frédéric Rognon, spécialiste de la pensée ellulienne, deux facteurs font de lui à la fois un continuateur de Marx et un pourfendeur du marxisme.

### Contre l'idéologie, pour le réalisme
Dès 1934-35, lors des procès de Moscou, Ellul prend ses distances avec les militants communistes, qui « ne connaissent de l’œuvre du fondateur de leur mouvement que Le Manifeste communiste de 1848 » et qui, « plus soucieux de la ligne du Parti que d’herméneutique marxiste, ont dogmatisé sa pensée et font preuve d’un aveuglement coupable à l’égard de la politique soviétique ». Il voit dans le marxisme une croyance messianique : « le communisme est avant tout une corruption interne radicale de l’homme ». En revanche, il retient de Marx la méthode d’interprétation du monde, notamment l’étude sociologique du capitalisme, ceci parce qu'elle est fondée sur la dialectique.
Il écrit notamment : « Je ne suis pas moi-même marxiste, dans la mesure où je pense qu’il y a un dogmatisme que je ne peux pas accepter et que j’ai toujours refusé de faire de Marx un fétiche. Mais la pensée de Marx m’a constamment provoqué, inspiré ». Ce qui, chez Marx, intéresse Ellul, c’est d'abord un outil d’analyse critique de la société qui lui semble opérationnel, dans sa volonté de démasquer ce qui est occulté par l’idéologie. La condition première de cette analyse est le réalisme : il s’agit d’observer et de rendre compte du milieu concret tel qu’il est, en deçà de nos interprétations. Il importe en effet de lutter contre nos préjugés et nos systèmes interprétatifs, sous peine de ne pas voir le réel en tant que tel, afin de vivre de manière consciente. Or, le marxisme a subverti la pensée de Marx, car il a traité le fait comme un critère de vérité, c’est-à-dire que l'on a confondu réalité et vérité. Il n’y a plus rien au-delà du fait. Ellul voit dans le marxisme une religion séculière « équipée, comme toute religion, d'une théologie, d'une sotériologie, d'une eschatologie et d'une éthique ». « Le marxisme a remplacé le Jardin d’Éden par le communisme primitif, la Chute par le régime capitaliste, le péché par l’aliénation économique, le Messie par le prolétariat, la Rédemption par la révolution, la Parousie par la société communiste à venir ». Tout comme Marx affirmait que la société future ne peut prendre forme qu’à travers la crise qui mettra un terme à la société présente, Ellul se refuse à donner un modèle de société. Le réalisme de Marx constitue en revanche pour Ellul un préalable indispensable à toute analyse sociologique et à toute réflexion éthique.

### Du capital à la technique
Le projet d'Ellul est d'appliquer à la société de la fin du XXe siècle la méthode que Marx avait appliquée à la société de la fin du XIXe siècle. À ses yeux, c’est la technique qui lui semble être le facteur déterminant, tout comme l’économie l’était du temps de Marx. En cela, il s’oppose radicalement aux marxistes orthodoxes, qui reprennent dogmatiquement les schémas marxistes, comme si la société n’avait pas bougé depuis le XIXe siècle.
Marx affirmait que, dans la société industrielle de type capitaliste, la force productrice de valeur est le travail humain, et ce parce qu'il reste la condition sine qua non du fonctionnement des machines. Mais si, en appliquant la méthode de Marx, on analyse la société contemporaine (qu'Ellul qualifie de « technicienne »), on relève que les machines fonctionnent désormais sans intervention humaine : la technique, affirme Ellul tout au long de son œuvre, est devenue un « processus autonome ». Commentant l'adage « On n'arrête pas le progrès », il considère que la technique détermine d'autant plus l'histoire de l'homme que celui-ci s'imagine détenir encore les commandes. Par conséquent, conclut-il, « toute la théorie de Marx est renversée par le simple processus technicien ». Ce qui est véritablement créateur de valeur, c’est la technique elle-même, c’est-à-dire l’ensemble des machines en auto-fonctionnement. De plus, loin du gigantisme annoncé par Marx, la technique tend à se miniaturiser. Et l’aliénation vient moins de la dépossession de soi par le travail salarié que de la conformisation de l’homme à une société technicienne qu'il ne saurait supporter sans la propagande.
Dès 1954, Ellul résumait ainsi son opposition au marxisme : « il est vain de déblatérer contre le capitalisme : ce n'est plus lui qui fait ce monde, mais la machine ».

## En Allemagne: l'École de Krisis
À la suite des interprétations du « marxisme hétérodoxe » (ou « marxisme occidental »), un nouveau courant théorique distinct de l'ensemble des marxismes apparaît au tournant des années 1986-1987, quand, dans des versions différant peu les unes des autres et chez plusieurs auteurs à divers endroits de la planète, on assiste à la publication de nouvelles thèses  aux résultats assez proches les uns des autres. En Allemagne, la revue Krisis commence à ce moment-là autour de Robert Kurz, Ernst Lohoff, Norbert Trenkle, Roswitha Scholz, Anselm Jappe, etc., mais c'est aussi l'historien américain Moishe Postone aux États-Unis qui publie en 1986 un écrit dans lequel il élabore le début de son interprétation dans son célèbre texte sur l'antisémitisme moderne et national-socialiste, tandis qu'en France le philosophe Jean-Marie Vincent publie en 1987 son ouvrage majeur, Critique du travail. Le faire et l'agir (PUF). Ce courant est désigné de plusieurs manières : « École de Krisis », « Critique radicale » ou « Nouvelle critique de la valeur ».
Cet ensemble de penseurs rompent avec l'analyse traditionnelle du capitalisme, essentiellement faite en termes de relations de classes enracinées dans des relations de propriété privée et réalisées par la médiation du marché. Dans cette structure interprétative générale, les relations de domination étaient comprises essentiellement en termes de domination de classe et d'exploitation. Opposant un « Marx exotérique » (celui du marxisme rejeté) et un « Marx ésotérique » inconnu des marxismes, ce courant — qui a des antécédents embryonnaires chez Georg Lukács, Theodor W. Adorno, Hans-Jürgen Krahl, Hans-Georg Backhaus, Lucio Colletti ou Fredy Perlman — aboutit à une critique fondamentale du capitalisme, notamment la critique des catégories de base du capitalisme (c'est-à-dire des formes sociales essentielles de la production marchande), que sont les catégories du travail, de la marchandise, de la valeur, de l’argent, thèmes que l'ensemble des « marxistes traditionnels » ont délaissés, ou n'ont jamais abordés aussi radicalement.

## Personnalités «marxiennes»
- Alain Bihr
- Cornelius Castoriadis
- László Garai (en)[19]
- Guy Debord
- Jacques Ellul
- Daniel Guérin
- Michel Henry
- Anselm Jappe
- le groupe allemand Krisis
- Robert Kurz
- Moishe Postone
- Maximilien Rubel
- Lucien Sève[20]
- Jean-Marie Vincent
- Jean Vioulac

Raymond Aron se définissait également comme « un peu marxologue, davantage marxien, et pas marxiste du tout ».